# Let It Be (canción)
«Let It Be» es una canción de la banda británica de rock The Beatles y la más representativa del álbum homónimo junto con «Get Back» y «The Long and Winding Road». Fue compuesta por Paul McCartney (aunque en los créditos viene firmada como Lennon/McCartney) y lanzada como sencillo en marzo de 1970. El sencillo alcanzó el número uno en los Estados Unidos y el número dos en el Reino Unido. También fue número uno en las listas de países como Australia, Noruega y Suiza. 
«Let It Be» ocupa el puesto n.º 179 de "Las 1000 mejores canciones de siempre" de la revista Q Music, así como el n.º 20 de las "500 canciones más grandes de todos los tiempos" de la revista Rolling Stone.

## Contexto
En el momento en que el disco se estaba desarrollando en el estudio, se proyectaba que el título fuese Get Back, motivo por el cual este tema fue interpretado en el famoso concierto en la azotea de Apple Corps, pero finalmente el trabajo fue pospuesto hasta 1970, momento en el que los cortes originales fueron reeditados por Phil Spector, a quien se había encargado la producción por deseo de John Lennon. Fue en ese momento cuando los Beatles decidieron que el disco se llamaría Let It Be, ya que las canciones quedaron con un toque "majestuoso", y no "crudo", tal y como Paul McCartney lo esperaba, debido a la incorporación de arreglos orquestales en algunos de los temas, y la mayor preponderancia dada a los coros y otros arreglos en detrimento de la batería, en aplicación de algunas de las técnicas popularizadas por Spector, y conocidas como Wall of Sound. 
Aunque Let it Be fue el último disco que salió a la venta de la banda inglesa, no fue el último que fue grabado en el estudio.
Paul McCartney se mostró disconforme, sobre todo con "The Long and Winding Road", por los arreglos orquestales de Phil Spector. Más tarde, publicaría, ya en 2003, Let It Be... Naked, un disco doble con los temas sin los agregados de Spector.
Let It Be también fue el nombre del documental de la banda interpretando sus temas en el estudio de Apple Records y en la terraza.

## Inspiración
McCartney dijo que escribió "Let It Be" tras soñar con su madre durante las tensas sesiones para la grabación del álbum Get Back. McCartney explicó que su madre había fallecido cuando él tenía 14 años, a la que se refiere la letra. Posteriormente McCartney declaró: 

Me encantó volver a conversar con mi madre. Me sentí bendecido por tener ese sueño. Eso me hizo escribir 'Let It Be'.

 En una entrevista posterior declaró que su madre le había dicho: 

Todo va a estar bien, déjalo estar (let it be).

## Grabación y diferentes versiones
El máster fue grabado el 31 de enero de 1969, como parte del proyecto Get Back Album, con McCartney al piano (un Blüthner Flügel), Lennon al bajo de 6 cuerdas, Billy Preston al órgano Hammond y piano eléctrico, George Harrison a la guitarra eléctrica y Ringo Starr a la batería. La voz principal de McCartney fue acompañada por Lennon y Harrison, como se podía ver en el documental. El máster incluía un solo de guitarra de Harrison que podía ser escuchado en el documental Let It Be.[cita requerida]
La diferencia más notable entre la versión del álbum y la del sencillo es el solo instrumental que se escucha en el intermedio de la canción. Mientras en el álbum sobresale el aporte de la guitarra de George Harrison, en el sencillo predomina el solo a cargo del órgano Hammond de Billy Preston; de igual forma, la guitarra de Harrison sigue una línea más uniforme y con un tono mucho más bajo en esta segunda versión. 
El 30 de abril de 1969, Harrison realizó arreglos sobre un nuevo solo de guitarra. Harrison volvió a arreglar otro solo el 4 de enero de 1970. El primer solo fue utilizado para la versión del sencillo, y el segundo para el álbum. Algunos seguidores creen erróneamente que existían dos versiones de la pista básica, basadas en los diferentes solos, pero también en arreglos y mezclas.

### Versión del sencillo
El título de la portada del sencillo (que usaba las mismas fotos de cubierta que el álbum) decía: "An intimate bioscopic experience with THE BEATLES" (Una íntima experiencia bioscópica con THE BEATLES). El sencillo originalmente salió a la venta el 6 de marzo de 1970, con la canción "You Know My Name (Look Up the Number)" en la cara B y con la producción de George Martin. La canción incluía orquestaciones y acompañamientos vocales dirigidos por McCartney, incluyendo la única contribución de Linda McCartney en una canción de los Beatles. Estos añadidos se grabaron en la misma sesión en la que Harrison arregló el segundo solo de guitarra. La intención era que los dos solos sonaran juntos, pero esta idea fue eliminada de la parte final de la mezcla, y sólo el del 30 de abril fue utilizado. La versión del sencillo se incluyó en las recopilaciones The Beatles/1967-1970 (1973) y Past Masters (1988). En el sencillo original viene reflejada la duración de la canción en el álbum, 4:01, y no la del sencillo, 3:52, que es la que debería venir reflejada.[cita requerida]

### Versión del álbum
El 26 de marzo de 1970, Phil Spector remezcló la canción para el álbum Let It Be. En esta versión se dio predominancia a la guitarra y a la orquestación. El solo de guitarra se podía escuchar más bajo que como se había previsto en el original. Hay tres líneas en el último estribillo de la canción que se cantan dos veces en vez de una como en la versión del sencillo. Antes de la canción se escucha a Lennon decir "Now we’d like to do ‘ark the angels come..."  que es una referencia a un villancico. Allen Klein contrató a Spector para mezclar el álbum sin el consentimiento de McCartney porque este último no había firmado con él el contrato de representación que el resto del grupo había rubricado. McCartney declararía posteriormente que no estaba satisfecho con la producción de Spector.

### Versión del discoAnthology
Una versión primigenia de la canción apareció en el álbum Anthology 3 lanzado el 28 de octubre de 1996.[cita requerida]

### Versión Remasterizada (2009)
En esta versión, el solo de la guitarra cambia y también el segundo piano.

### VersiónLet It Be... Naked
Otra versión de la canción estuvo recogida en el álbum Let It Be... Naked, del año 2003. Ringo no estaba de acuerdo con la mezcla que de la canción había hecho Spector, ya que en ella el sonido de su batería sonaba amplificado. En Let It Be... Naked se escuchan los tambores como deberían haberse escuchado en el álbum original. [cita requerida]
Starr también comentó que después de la publicación de Let It Be... Naked no tendría que volver a escuchar a McCartney diciendo: "I told you so" (Te lo dije), cuando se refiriese a la producción de Spector. La duración de la canción en esta versión es de 3:54.

### Mezclas no utilizadas
Glyn Johns mezcló la canción el 28 de mayo de 1969 para el Get Back Album, pero esta versión nunca fue publicada. Johns volvió a utilizar la misma mezcla el 5 de enero de 1970 para el álbum oficial pero la versión tampoco fue utilizada.

## Críticas
La recepción de la canción por parte de la crítica fue muy positiva. La Allmusic dice que es una de las baladas más populares y bonitas de los Beatles. Ian MacDonald disiente de la opinión general y cree que la canción ha alcanzado una fama superior a su valor musical y que era como "Hey Jude", pero sin la emoción de ésta. John Lennon también hizo observaciones sobre "Let It Be"; de hecho, antes de una sesión de grabación el 31 de enero de 1969, preguntó: "¿Se supone que debemos reírnos en el solo?". En la entrevista que Playboy hizo a Lennon en 1980, este negó toda implicación en el proceso compositivo de la canción. Dijo:

Eso es Paul. ¿Qué se puede decir? Nada que ver con los Beatles. Podrían haber sido Wings. No sé lo que está pensando cuando escribe «Let It Be». Creo que se inspiró en «Bridge over Troubled Water». Esa es mi opinión.

MacDonald considera que Lennon está equivocado cuando opina que la inspiración surgió de "Bridge over Troubled Water" porque "Let It Be" se había grabado aproximadamente un año antes que la canción de Simon y Garfunkel se editara. Según Allmusic, Simon y Garfunkel interpretaron la canción en vivo en 1969 antes de publicarla, pero no es posible que McCartney la hubiera escuchado antes de la sesión de grabación del 31 de enero de 1969.

## Funeral de Linda McCartney
Delante de 700 personas, Paul McCartney, George Harrison, y Ringo Starr interpretaron «Let It Be» durante el funeral de Linda McCartney en la iglesia de St Martin-in-the-Fields en Trafalgar Square, en 1998.

## Versiones de otros artistas
"Let It Be" ha sido versionada muchas veces por artistas muy dispares. La primera versión en ser publicada, incluso antes que la original de los Beatles, fue realizada por Aretha Franklin, en enero de 1970, en el álbum This Girl's in Love with You, junto con una versión de "Eleanor Rigby".
Gladys Knight and The Pips hicieron una versión en el álbum de tributo Motown Sings The Beatles.
El cantautor Bill Withers la cantó en su disco de debut del año 1971, Just As I Am, y Ray Charles la versionó en su disco de 1977 True to Life.
John Denver incluyó una versión de "Let It Be" en su disco de 1971 Poems, Prayers, and Promises, y Joan Baez en el suyo del mismo año, Blessed Are..., en el que fue sencillo. También apareció en vivo en Diamonds & Rust in the Bullring, y además la interpretó en el Festival de la isla de Wight de 1970.
Leo Sayer la grabó para el documental All This and World War II, y el guitarrista y vocalista de Fleetwood Mac, Danny Kirwan, la grabó en su álbum de 1976, Midnight in San Juan, (lanzado en Estados Unidos bajo el nombre de Danny Kirwan). 
Johnny Indovina, exvocalista de Human Drama, y quien recientemente formó su nuevo proyecto The Sound of the Blue Heart, hizo su propia versión en la reedición de un disco que lanzó en solitario, llamado Moments in Time, en 2005.[cita requerida]
La versión más exitosa fue la de Ferry Aid como medio para recaudar fondos para los afectados por el desastre del ferry Herald of Free Enterprise en Zeebrugge, y que llegó al número uno en marzo de 1987 de la mano de los productores Stock Aitken Waterman[cita requerida]
Roger Daltrey, cantante del grupo The Who, la versionó con Simon Townshend, Zak Starkey, y the British Rock Symphony en 1999.[cita requerida]
En el tributo a John Lennon "A Tribute to John Lennon, Live"; el cantante, pianista y saxofonista estadounidense de soul y R&B, Ray Charles versionó la canción "Let It Be".
The Tramma's, en su disco The Tramma's 1.

## Parodias y referencias culturales
El programa de televisión para niños Plaza Sésamo ( Barrio Sésamo en España) parodió «Let It Be» con la canción «Letter B» (Letra B), y la banda Beatallica hizo una versión llamada «The Thing That Should Not Let It Be», que parodiaba la canción de Metallica «The Thing That Should Not Be». The Streets usó «Let It Be» como base para una canción dedicada a la muerte del padre de Mike Skinner llamada «Never Went to Church». En 1979, Paul McCartney y Los Wings y Todas Las Bandas haven una interpretación En El The Concert for Kampuchea para secretario general de la Unicef en el Hammersmith Apollo y en 2003, McCartney hizo una interpretación de la canción para el presidente ruso Vladímir Putin, en el Kremlin, antes de que el músico tocara en la Plaza Roja.

## Listas de sencillos
- The Beatles:[34]
- Lanzamiento: 6 de marzo de 1970
- Canciones: 7" Single (Apple) "Let It Be" b/w "You Know My Name (Look Up The Number)"
- Productor: George Martin
- Posición en el Record Retailer: n.º 2
- Posición en el Billboard: n.º 1

- Ferry Aid:[35][36]
- Lanzamiento: 1987
- Canciones: 7" Single (The Sun/AID 1) "Let It Be" (6:08) b/w "Let It Be" (The Gospel Jam Mix) (2:50)
- Productores: Stock, Aitken y Waterman
- Posición en el UK Singles Chart: n.º 1

## Personal[37]
The Beatles
- Paul McCartney - voz principal, piano y maracas.
- John Lennon - bajo de seis cuerdas y coros.
- George Harrison - guitarra eléctrica y coros.
- Ringo Starr - batería.

Otros músicos
- Billy Preston - órgano Hammond y piano eléctrico.
- Linda McCartney - coros.
- Músicos desconocidos - trompetas, trombones, saxofón tenor y cellos.

## Posición en las listas
| Año  | País           | Lista               | Posición | Semanas N.º 1 | Semanas en lista |
| ---- | -------------- | ------------------- | -------- | ------------- | ---------------- |
| 1970 | Reino Unido    | Record Retailer     | 2        | —             | 15               |
| 1970 | Reino Unido    | New Musical Express | 3        | —             |                  |
| 1970 | Reino Unido    | Melody Maker        | 3        | —             | 8                |
| 1970 | Estados Unidos | Billboard Hot 100   | 1        | 2             | 14               |
| 1970 | Estados Unidos | Record World        | 1        | 3             |                  |
| 1970 | Estados Unidos | Cash Box            | 1        | 4             |                  |